# Psyllocarpus asparagoides
Psyllocarpus asparagoides är en måreväxtart som beskrevs av Carl Friedrich Philipp von Martius och Joseph Gerhard Zuccarini. Psyllocarpus asparagoides ingår i släktet Psyllocarpus och familjen måreväxter. Inga underarter finns listade i Catalogue of Life.